# Geosynklinale
Als Geosynklinale oder Geosynkline wird eine Großmulde oder ein Senkungsraum der Erdkruste bezeichnet. Der Begriff ist Teil der Geosynklinaltheorie, die heute als überholt gilt. Er wurde, in der Schreibweise Geosynclinal, von späteren englischsprachigen Autoren verändert zu Geosyncline, 1873 vom US-amerikanischen Geologen James Dwight Dana geprägt, der auf Vorarbeiten von James Hall aufbaute.

## Geosynklinale
Der Begriff Geosynklinale leitet sich von griech. συγκλίνειν (synklinein) ab, das mit „zueinander neigen“ übersetzt werden kann. Dahinter steht die Vorstellung, dass die beiden Seiten einer Geosynklinale mulden- oder faltenförmig zueinander weisen. Im Gegensatz zur Synklinale, die einen Teil einer geologischen Falte bezeichnet, war die Geosynklinale der gesamte Ablagerungsraum der später gefalteten Sedimente.
Die Geosynklinale wurde als langgestreckte, ortsfeste Senkungszone der Erdkruste angenommen, die mindestens die räumliche Ausdehnung des später aus ihr entstehenden Gebirges hatte, über einen längeren Zeitraum als Sedimentbecken diente und später gefaltet und herausgehoben wurde.
Der Begriff ‚Geosynklinale‘ umfasst mit einem Wort viele aus dem geologischen Bau und den Gesteinen von Gebirgen ableitbare Zusammenhänge. Er wird deshalb aus historischen Gründen und wegen seiner Kürze teilweise noch heute verwendet, obwohl die dahinter stehende Geosynklinaltheorie als überholt gilt.
Unterschieden werden mehrere Typen von Geosynklinalen:
- Orthogeosynklinale: Geosynklinale mit starker Absenkung, meist mehrere 100 km und über 1000 km lang, wird zu einem Orogen gefaltet
  - Eugeosynklinale: Kernbereich einer Orthogeosynklinale, tief marin, starker initialer Magmatismus, bei der Faltung zuerst betroffen, später im Innern des entstandenen Gebirges (Interniden)
  - Miogeosynklinale: Außenbereich einer Geosynklinale, flach marin, Magmatismus kaum vorhanden oder fehlend, dem Orogen nach der Eugeosynklinale angegliedert, später an der Vorderseite (seltener auch an der Rückseite) des entstandenen Gebirges (Externiden)
- Parageosynklinale: Geosynklinale mit geringer Absenkung und geringmächtiger Füllung,  meist unregelmäßig geformt

Andere Bezeichnungen von Geosynklinalen waren weniger gebräuchlich:
- Monogeosynkline: langer und schmaler und über lange Zeit absinkender Meeresraum, vom Ozean durch eine Schwelle getrennt
- Polygeosynkline: breiter, in mehrere Teilgeosynklinalen gegliederter, über lange Zeit absinkender Meeresraum, vom Ozean durch eine Schwelle getrennt
- Mesogeosynkline: abyssaler Meeresraum zwischen zwei Kontinentalblöcken
- Parageosynkline: im Unterschied zur Parageosynklinale ein tiefer Meeresraum am Rand eines Kontinents, vom offenen Ozean durch Inselketten getrennt

## Geoantiklinale
Das Gegenstück zur Geosynklinale ist die Geoantiklinale (auch Geantiklinale genannt), die weitgespannte, flache Hebungsgebiete bezeichnet. Da beide durch Verbiegungen der Erdkruste erklärt wurden, bedingen sie einander. Die Geoantiklinalen werden von exogenen (äußeren) Kräften wie der Erosion zwar ständig abgetragen, die Hebung wirkt aber so erfolgreich dagegen, dass ihre Höhe von Bestand bleibt. Der Abtragungsschutt wird in die Geosynklinalen geschüttet. Eine Gliederung wie bei der Geosynklinale ist hier nicht üblich.
Als Alpine Geosynklinale bezeichnete man den Meerestrog, in dem sich das Material ansammelte, das  später zu den Alpen aufgefaltet wurde.

## Die Geosynklinaltheorie
Die Geosynklinaltheorie war bis zum Paradigmenwechsel der Geologie in den 1960er Jahren das maßgebliche tektonische Modell zur Erklärung der Gebirgsbildung. Im Gegensatz zu früheren Gebirgsbildungstheorien konnte sie widerspruchsfrei sowohl das geologische als auch das geophysikalische Wissen ihrer Entstehungszeit miteinander verbinden und einen zeitlichen Ablauf der Gebirgsbildung liefern, so dass sie breite Anerkennung erfuhr.
Auf der Basis der Geosynklinaltheorie baute Hans Stille um 1920 seine Theorie des Stille-Zyklus auf, die verschiedene Gebirgsbildungsphasen kategorisierte. Erst seit den 1960er Jahren  setzte sich durch neue Erkenntnisse im Bereich der Geologie der Ozeanböden die heute vorherrschende Theorie der Plattentektonik durch. Sie erklärt die Gebirgsbildung als Folge der Kollision von tektonischen Platten.

### Grundannahmen

#### Geophysikalische Annahmen
Die Geosynklinaltheorie fußt auf geophysikalischen Grundannahmen, die dem Wissensstand der 1870er Jahre entsprachen und heute als überholt gelten:
- Die Lage der Kontinente und damit auch der Meere sei entsprechend der Permanenztheorie unveränderlich. Dies wurde erstmals 1915 durch Alfred Wegeners Theorie der Kontinentalverschiebung angezweifelt, galt aber bis in die 1960er Jahre als gesichertes Wissen.
- Nach Beaumonts Kontraktionstheorie sollte sich die Erdkruste durch langsame Abkühlung wie die schrumpelnde Oberfläche eines vertrockneten Apfels zusammenziehen und Falten werfen. Hierdurch sollten Gebirge und Ozeanbecken entstehen. Diese Theorie musste aber nach der Entdeckung der Radioaktivität als Energiequelle innerhalb der Erde wieder aufgegeben werden.

#### Geologische Beobachtungen
Außerdem lagen der Theorie eine Reihe von geologischen Beobachtungen zugrunde, die heute noch gültig sind:
- In Gebirgen kommen Gesteine vor, die am Meeresboden gebildet worden sind.
- Sedimentstapel erreichen Mächtigkeiten von mehreren Kilometern. Dies ist mehr als die übliche Tiefe von Meeren in der Nähe von Kontinenten.
- Die Gesteine sind gefaltet und übereinander geschoben.
- Flysch und Molasse wurden zeitlich nach den Meeressedimenten abgelagert und nicht voll in die Faltung einbezogen.

Die Geosynklinaltheorie war in der Lage, diese Beobachtungen in Einklang mit den geophysikalischen Annahmen zu erklären. Der notwendige Antrieb zur Bildung der Geosynklinalen, der Faltung der Gesteine sowie der Hebung der Gebirge wurde zunächst durch die Kontraktionstheorie erklärt, nach deren Wegfall durch Epirogenese. Dies sind langzeitige und großräumige Erdkrustenverbiegungen, bei der die Lagerungsverhältnisse der Gesteine nicht wesentlich gestört werden. Die Geosynklinaltheorie blieb in sich konsistent, bis neue Kenntnisse der Geologie der Ozeanböden hinzukamen.

### Gebirgsbildung nach der Geosynklinaltheorie

#### Bildung der Geosynklinalen
Als erstes Stadium der Gebirgsbildung wurde die Bildung einer Geosynklinale angesehen. Da die Verschiebung der Kontinentalplatten sowie die Möglichkeit der Neubildung und Subduktion von Ozeanboden noch unbekannt waren, wurde die Längenverkürzung der Erdkruste durch die Gebirgsbildung massiv unterschätzt. Die Geosynklinale wurde daher als eine relativ schmale, oft langgestreckte (bis weit über 1000 km), sich über lange geologische Zeiträume (mehr als 100 Millionen Jahre) vertiefende Senkungszone angenommen. In ihr sollte sich der Verwitterungs- und Abtragungsschutt benachbarter Festländer (der emporgehobenen Geoantiklinalen) durch Sedimentation aufhäufen. Die Überflutung der Senkungszone durch das Meer konnte das Vorkommen von Ozeanboden in Gebirgen erklären, ihre stetige Absenkung die Mächtigkeit der marinen Sedimente. Auch eindringende Vulkanite konnten zur Auffüllung der Geosynklinalen beitragen.

#### Faltung
Als nächstes Stadium der Gebirgsbildung wurde die Faltung der Sedimente noch in der Tiefe sowie die Bildung von Überschiebungen angesehen. Die Faltung wurde dadurch erklärt, dass von den Geoantiklinalen in die Geosynklinalen rutschendes Material Stauchungen verursachen sollte, was auch die beobachteten Horizontalbewegungen von Schollen zumindest in begrenztem Maße erklären konnte. Zusätzlich wurde die Faltung anfangs durch die Theorie der Abkühlung der Erde erklärt. Gleichzeitig mit der Faltung fand die Schüttung von Flysch in die Geosynklinale statt. Das Gebirge sollte zu dieser Zeit noch nicht oder allenfalls in Form einiger Inseln aus dem Meer emporragen.

#### Hebung und Abtragung
Erst nach Abschluss der Hauptphase der Faltung sollte die Heraushebung des Gebirges erfolgen. Aus der Geosynklinale wurde somit ein Hochland, das der Erosion unterliegt. Der Abtragungsschutt wurde am Rand des Gebirges als Molasse abgelagert, teilweise noch gefaltet und mit emporgehoben. Dies wurde später durch Stille dahin ergänzt, dass nach Abschluss der Hebung die Abtragung bis zur Entstehung eines Kratons weiterging. Aus geomorphologischer Sicht entstand dadurch eine Rumpffläche.